# Bitwa pod Aughrim
Bitwa pod Aughrim – starcie zbrojne, które miało miejsce 12 (22 lipca) 1691, w pobliżu wioski Aughrim w hrabstwie Galway. Była to rozstrzygająca bitwa w wojnie Wilhelma w Irlandii.
Bitwa była bardzo krwawa (zginęło ponad 7000 ludzi) i oznaczała ostateczny koniec jakobityzmu w Irlandii, chociaż miasto Limerick broniło się jeszcze do jesieni 1691 roku.

## Kampania
Jakobici w 1691 ograniczyli się jedynie do działań obronnych. W poprzednim roku wycofali swe siły za rzekę Shannon, która w takim układzie zaczęła odgrywać rolę wielkiej fosy otaczającej prowincję Connacht, z fortecami w Sligo, Athlone i Limerick strzegącymi przepraw. Tak ubezpieczeni Jakobici mieli nadzieję otrzymać posiłki od króla Francji Ludwika XIV i z ich pomocą odebrać resztę Irlandii.
Holenderskiemu generałowi Ginkellowi udało się przeprawić przez Shannon pod Athlone – zdobywając przy tym twierdzę po krwawym oblężeniu. Francuski generał St Ruth, wspierający Jakobitów, działał zbyt opieszale i nie zdążył uratować Athlone, gdyż musiał ściągać swoje wojska z kwaterunków i zaciągać nowe złożone z członków okolicznych band (rapparees) oraz irlandzkich właścicieli ziemskich. Ginkell maszerował przez Ballinasloe, główną drogą na Limerick i Galway. Pod Aughrim 12 lipca 1691 zagrodziła mu dalszą drogę armia Jakobitów pod wodzą St.Rutha. Armia St.Rutha (ok. 18 tys. ludzi) niemal w całości składała się z Irlandzkich katolików, podczas gdy pod Ginkellem (ok. 20 tys. ludzi) byli angielscy, szkoccy, duńscy, holenderscy i francuscy protestanci, a także protestanci z Ulsteru.
Pozycja Jakobitów pod Aughrim była całkiem mocna. St.Ruth uszykował swą piechotę wzdłuż grzbietu zwanego wzgórzem Kicommadan. Wzgórze było pokryte małymi kamiennymi ściankami oraz żywopłotami okalającymi pola sąsiadujących ze sobą rolników, które mogły być po odpowiednim przygotowaniu użyte jako umocnienia ziemne dla jakobickiej piechoty dla osłony jej tyłów. Po lewej stronie wojsk jakobickich było trzęsawisko, przez które przebiegała grobla, nad którą górowały wioska Aughrim oraz ruiny zamku. Na prawym, otwartym skrzydle, St.Ruth umieścił swoją najlepszą piechotę i większość kawalerii pod wodzą Patricka Sarsfielda.

## Bitwa
Bitwa rozpoczęła się od próby ataku wojsk Ginkela na otwarte skrzydło jakobickich pozycji, na którym stały piechota i kawaleria. Atak ten został odparty przez kontrataki Jakobitów. Powstrzymane wojska Wilhelma Orańskiego zatrzymały się i okopały się za palikami wbitymi w grunt dla ochrony przed kawalerią. Siły francuskich hugenotów stanęły niefortunnie na niskim wystawionym na ogień Jakobitów terenie i poniosły ciężkie straty. W centrum wojsk Wilhelma Orańskiego była piechota dowodzona przez Hugh Mackaya, która spróbowała frontalnego uderzenia na jakobicką piechotę umieszczoną na wzgórzu Kilcommadan. Wojska te (głównie Anglicy i Szkoci), musiały zdobywać każdą linię umocnień, nie mogąc dopaść Irlandczyków, którym zawsze udawało się wycofać do następnej linii okopów i stamtąd dalej prowadzić morderczy ogień. Piechota Wilhelmitów nacierała trzykrotnie, przy czym pierwsze natarcie dotarło najdalej. W końcu ostatnie natarcie Wilhelmitów zostało odparte przy ciężkich stratach przez kawalerię i ścigane aż do bagien, gdzie wielu zostało zabitych lub utonęło. Podczas tego pogromu szalejący w pościgu irlandzcy kawalerzyści zdołali zagwoździć całą baterię nieprzyjacielskiej artylerii.
Ginkel miał już tylko jedno wyjście, spróbować uderzenia przez groblę na jakobickie lewe skrzydło. To powinna być pozycja nie do zdobycia, gdyż atakujący wąską alejką i wystawieni na ogień obrońców z górującego nad groblą zamku nie mieli szans na dotarcie do pozycji nieprzyjaciela. Jednak z drugiej strony irlandzkie wojska były słabo zaopatrzone w amunicję. Mackay kierował czwartym już z kolei natarciem, składającym się głównie z kawalerii, w dwóch kolumnach – jedna wzdłuż grobli i druga posuwająca się równolegle na południu. Jakobici zablokowali ten atak silnym ogniem prowadzonym z zamku, lecz wkrótce skończyła im się amunicja, natomiast naboje brytyjskie nie zgadzały się kalibrem z francuskimi muszkietami, w które byli wyposażeni. Wilhelmici ponownie ruszyli do szarży wsparci przez świeży regiment angielsko-holenderskiej kawalerii dowodzonej przez Henri de Massue'a. Przeciwstawił im się jedynie słaby ogień muszkietów i atakujący osiągnęli wioskę Aughrim z niewielkimi stratami. Siły irlandzkiej kawalerii pod Henry Luttrellem trzymano w rezerwie dla wspomożenia tego skrzydła. Jednak zamiast ruszyć do kontrataku dowódca wydał rozkaz odwrotu, ruszając drogą zwaną odtąd przez miejscową ludność przejściem Luttrella. Henry Luttrell posądzany był o wzięcie łapówki od Wilhelmitów i po wojnie został zamordowany w Dublinie. Zamek wkrótce upadł a jego załoga poddała się.
St.Ruth zdawał się jeszcze wierzyć, że bitwa może być wygrana. Jednak w momencie, gdy chciał poderwać swoją jazdę do kontrnatarcia w celu odrzucenia wilhelmickich jeźdźców, pocisk artyleryjski urwał mu głowę. Od tego momentu położenie Jakobitów bardzo szybko się pogorszyło. Jazda zdemoralizowana z powodu śmierci swojego wodza, uszła z pola bitwy, zostawiając lewe skrzydło nieosłonięte. Stworzyło to Wilhelmitom sposobność do okrążenia wojsk jakobickich.
Jakobici na prawym skrzydle widząc, że sytuacja jest beznadziejna, również zaczęli uchodzić, chociaż Sarsfield usilnie próbował zorganizować tylną straż. To wszystko sprawiło, że jakobicka piechota na wzgórzu Killcommadan pozostała osamotniona i szybko otoczona, po czym wyrżnięta przez wilhelmicką kawalerię.

## Po bitwie
Szacunki co do strat obu armii różnią się. Panuje ogólna zgoda, że podczas bitwy poległo około 7000 ludzi. Najnowsze badania podają liczbę zabitych Wilhelmitów na 3000 wobec 4000 Jakobitów. Szczególnie duże straty ponieśli Jakobici wśród kadry oficerskiej, którą najtrudniej było uzupełnić. Dalszych 4000 Jakobitów albo zdezerterowało, albo dostało się do niewoli. Niezwykle bolesna dla Jakobitów była także strata cennego uzbrojenia i wyposażenia. Z tych powodów bitwa pod Aughrim była w wojnie irlandzkiej bitwą rozstrzygającą. Zaraz po bitwie miasto Galway poddało się bez walki, a resztki Jakobickiej armii zostały wkrótce otoczone w Limerick.